# Mrlina
Mrlina je řeka v Královéhradeckém a Středočeském kraji, pravý přítok Labe. Odvodňuje části okresů Nymburk a Jičín. Je 49,6 km dlouhá. Povodí má rozlohu 656,7 km². Dřívější jméno řeky je Mrdlina, na horním toku řeky byla také nazývána Leština.

## Průběh toku
Pramení v nadmořské výšce 376 m pod vrchem Čakan u osady Příchvoj (část obce Markvartice) v okrese Jičín, asi 9 km západně od Jičína. Odtud teče na jihovýchod asi 15 km k Žitětínu, kde se stáčí k jihozápadu. Pod Rožďalovicemi teče plochou krajinou mezi loukami, pastvinami a poli. Tímto směrem pokračuje až do Nymburka, kde ústí do Labe. Horní tok leží v Turnovské pahorkatině, střední tok protéká Mrlinskou tabuli, dolní tok Nymburskou kotlinu.

### Větší přítoky
Významným levým přítokem Mrliny je Štítarský potok; zprava do řeky ústí mj. Hasinský potok a Křinecká Blatnice. Mrlina též 4 km před ústím do Labe zleva přibírá Sánský kanál, který ji propojuje s Cidlinou.

## Vodní režim
Hlásný profil:
| místo  | říční km | plocha povodí | průměrný průtok (Qa) | stoletá voda (Q100) |
| ------ | -------- | ------------- | -------------------- | ------------------- |
| Vestec | 10,70    | 458,22 km²    | 1,08 m³/s            | 90,0 m³/s           |

N-leté průtoky ve stanici Vestec:
| N-leté průtoky | Q1   | Q5   | Q10  | Q50  | Q100 |
| -------------- | ---- | ---- | ---- | ---- | ---- |
| Q [m³/s]       | 15,3 | 35,0 | 45,6 | 75,1 | 90,0 |

Průměrné dlouhodobé měsíční průtoky Mrliny (m³/s) ve stanici Vestec:

## Využití
Od Rožďalovic je většina koryta řeky regulovaná; z původních pěti jezů v roce 2006 zůstaly jen dva u Křince a Vestce. Jižně od Rožďalovic se v rámci protipovodňové ochrany území plánuje zřízení několika polderů. Na dolním toku řeka pomalu vymílá hráze a vrací se k přirozenému stavu. Mrlina je občas využívána vodáky ke splutí. Prakticky celý rok je sjízdná z Křince. Organizované splutí se pořádá na jaře při vypouštění Bučického rybníka.

### Obce ležící na Mrlině
Mrlina protéká městy Kopidlno, Rožďalovice, Nymburk, a městysem Křinec. Mimoto protéká též obcemi a osadami Nadslav, Střevač, Chyjice, Dolany, Žitětín, Bartoušov, Pševes, Mlýnec, Podlužany, Vestec, Rašovice a Budiměřice.

### Chráněná území
Na toku Mrliny nebo v jeho těsné blízkosti leží řada rybníků, z nichž čtyři jsou z důvodu výskytu vzácných vodních a vlhkomilných rostlin a hnízdění vodního ptactva chráněny jako přírodní památky (Mordýř, Zámecká sádka, Zrcadlo, Bučický rybník). Soustava rybníků v okolí Rožďalovic je chráněna jako ptačí oblast Rožďalovické rybníky. Dalším chráněným územím v údolí Mrliny je přírodní památka Chyjická stráň – floristicky bohatý lesní porost.

## Galerie

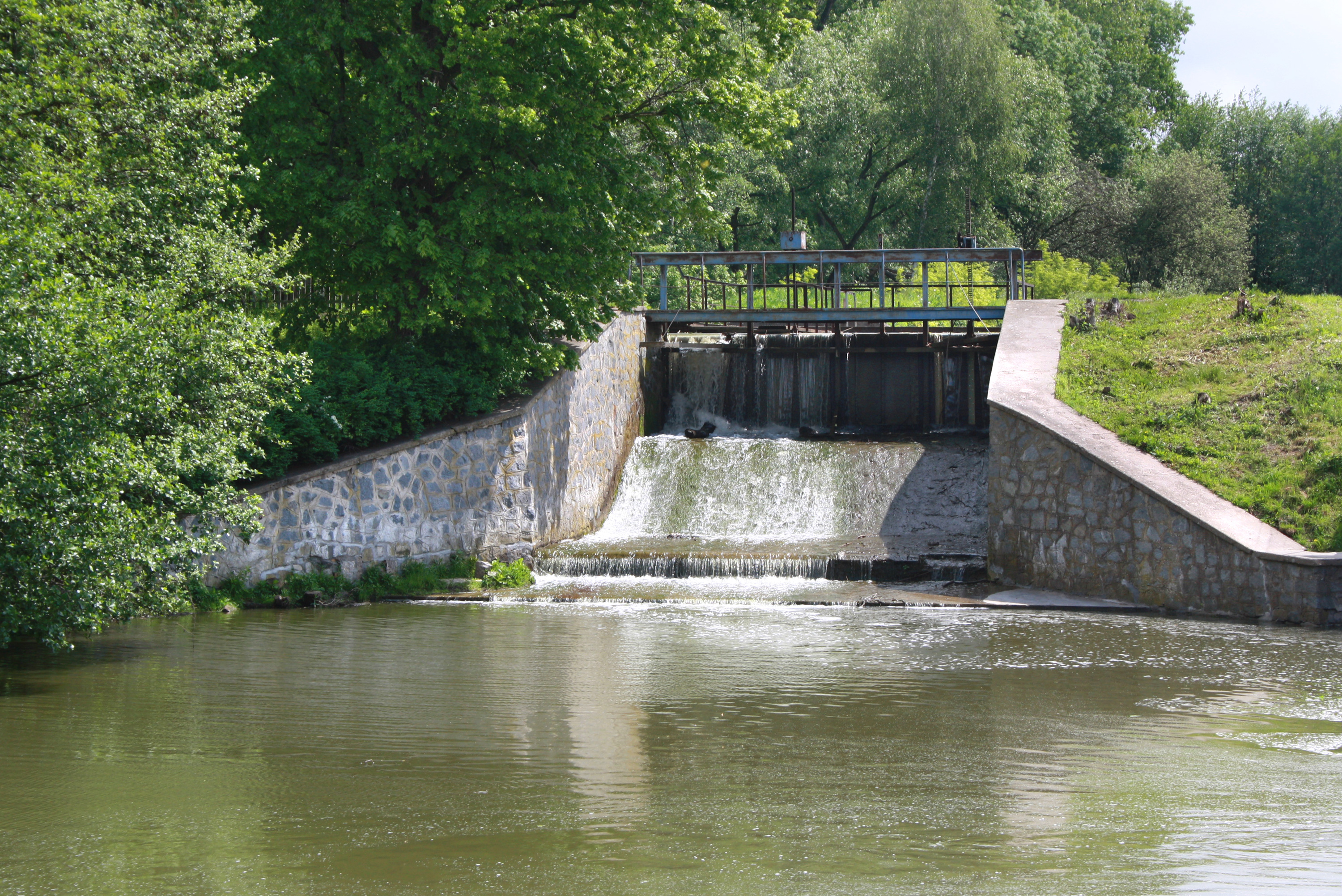
Jez na Mrlině
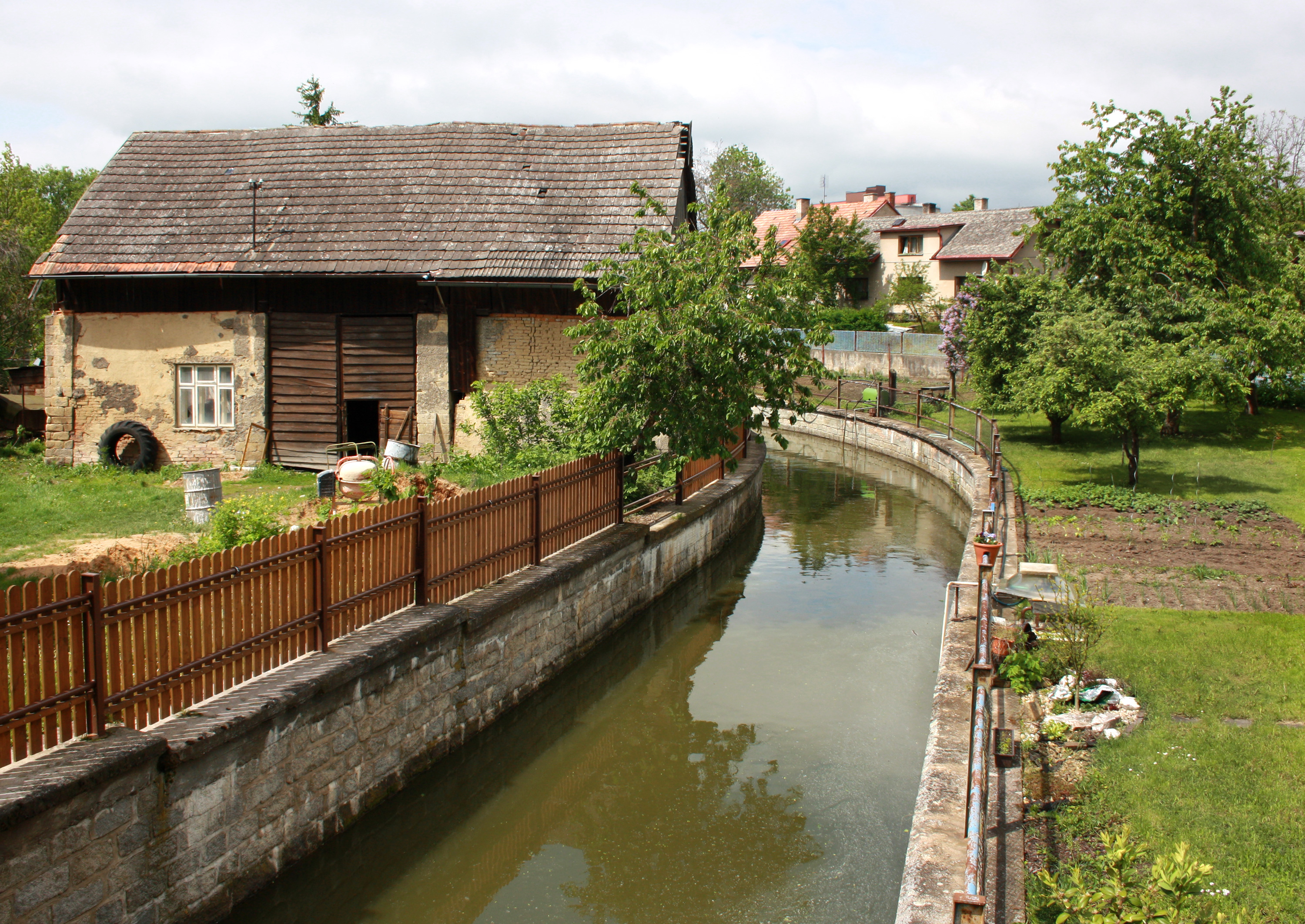
Mrlina v Kopidlně
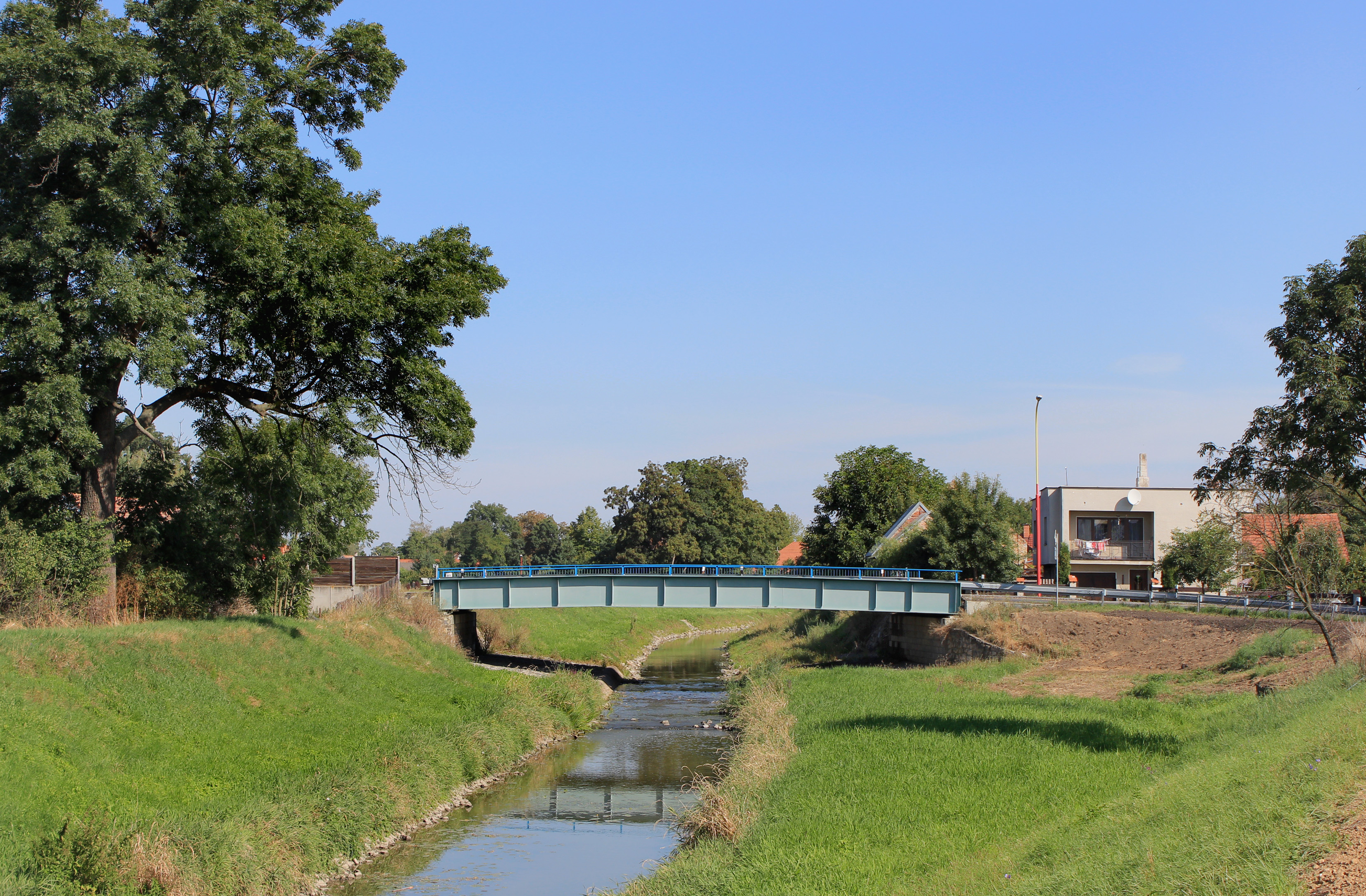
Řeka ve Vestci
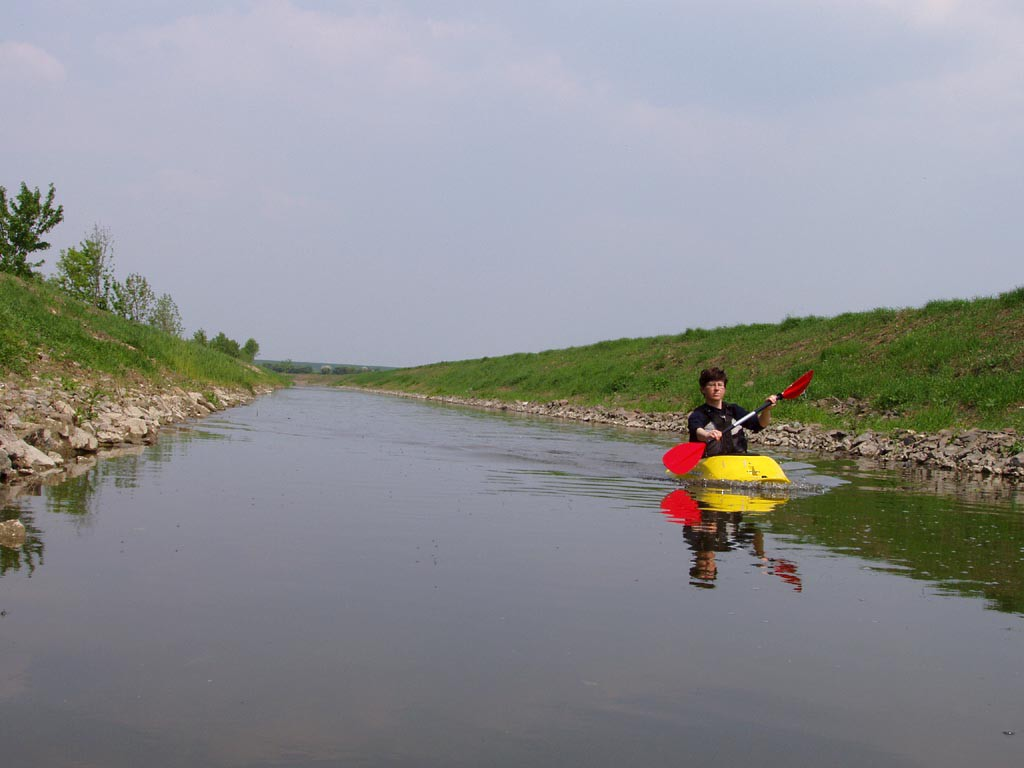
Regulovaný dolní tok Mrliny